# Roc del Ca
El Roc del Ca és una muntanya de 1.536 metres que es troba al municipi de les Valls de Valira, a la comarca de l'Alt Urgell.